# エジニウソン・アンドラージ・ドス・サントス
エジニウソン（Ednílson）ことエジニウソン・アンドラージ・ドス・サントス（ポルトガル語: Ednílson Andrade dos Santos、1989年12月18日 - ）は、ブラジルのサッカー選手。ポジションはMF。

## クラブ歴
2008年にグアラニ-VAでサッカーを始めた。同年、カンピオナート・ブラジレイロ・セリエCに所属するSERカシアス・ド・スルに移籍し、翌2009年1月22日にカンピオナート・ガウショの試合でトップチーム初出場。
2011年にカンピオナート・ブラジレイロ・セリエAに所属するSCコリンチャンス・パウリスタに移籍。FIFAクラブワールドカップ2012に出場した。
2014年にセリエAのジェノアCFCに移籍。翌年に同リーグのウディネーゼ・カルチョに移った。2016年8月31日に期限付き移籍で再びジェノアに加入。3月末に彼のSCインテルナシオナルへの期限付き移籍が決まったため、ジェノアへの期限付き移籍は打ち切られた。
2018年7月11日にインテルナシオナルが買取条項を行使し、3年契約で完全移籍。
2022年12月22日、アトレチコ・ミネイロに2年契約で移籍した。